# Apophyllum anomalum
Apophyllum anomalum  es una especie de arbusto del género monotípico Apophyllum, perteneciente a la familia Capparaceae. Su única especie: Apophyllum anomalum es originaria de Australia.

## Descripción
Es un arbusto que alcanza un tamaño de 3-5 m de altura, a veces más alta y en forma de árbol, las ramas más viejas con hojas, glabras, a veces cayendo. Las hojas jóvenes surgen sedosas de color blanco; las hojas alternas, linear-lanceoladas a estrechas, de 5-15 mm de largo, con espinas estipulares, a veces, presentes, de 7 mm de largo. Las flores con sépalos de 2-3 mm de largo, finamente peludas. Pétalos de 2-5 mm de largo, de color blanco verdoso a amarillo. El fruto de  5-8 mm diam., color púrpura.

## Taxonomía
Apophyllum anomalum fue descrita por Ferdinand von Mueller y publicado en Hooker's Journal of Botany and Kew Garden Miscellany 9: 307. 1857.
Etimología
Apophyllum: nombre genérico compuesto que deriva del latín y significa "con las hojas lejanas unas de otra".
anomalum: epíteto latino que significa "anómalo, que no es normal".